# HMS Sussex (1693)
El HMS Sussex fue un navío de línea británico, que naufragó el 19 de febrero de 1694 cerca de la costa de Gibraltar, entonces posesión española, a causa de una fuerte tempestad.

## Historia
Lideraba una flota británica en el Mar Mediterráneo al mando de Sir Francis Wheeler, durante la Guerra de la Liga Habsburgo (1688-1697) contra Francia en la época de Luis XIV, también conocida como guerra de la Gran Alianza o de los Nueve Años. En ella, las ambiciones expansionistas de Luis XIV de Francia fueron frenadas por una alianza formada por Gran Bretaña, las Provincias Unidas de los Países Bajos, y los Habsburgo austríacos y españoles. El objetivo principal de la Liga de Augsburgo fue mantener el equilibrio de poder entre las dinastías rivales de Habsburgo y Borbón, exacerbado por la incertidumbre sobre el sucesor de Carlos II de España. La guerra también supuso la lucha entre Luis XIV y Guillermo III, príncipe de Orange y rey británico.
Los historiadores creen que el barco, de 48 metros de eslora, tenía una misión secreta: comprar la lealtad del Duque de Saboya, un aliado potencial en el sureste de Francia. El cargamento debería asegurar la fidelidad del ducado italiano. Guardaba en sus bodegas un importante tesoro: 10 t de oro y 100 t de plata en lingotes. Según algunas fuentes su valor actual estaría entre 388 millones de euros y 3100 millones de euros.
El navío con destino a la península italiana, armado con 80 cañones y con 560 marineros, se hundió durante un violento temporal. Sólo sobrevivieron dos de sus tripulantes. Un año más tarde los ingleses intentaron repetir el pago, pero fue tarde y el duque de Saboya cambió de bando y tomó parte por los franceses mediante le firma del Tratado de Turín (1696).

## Búsqueda del pecio
Entre 1998 y 2001 Odyssey Marine Exploration, una empresa estadounidense, en la que participa como accionista el gobierno británico realizó diversas prospecciones en aguas españolas. En enero de 2006, la Junta de Andalucía impedía a la empresa hacer prospecciones en la zona pese a obtener el permiso inicial del Ministerio de Exteriores del Gobierno de España. La Junta consideraba que sus competencias en materia arqueológica se podían también ejercer en el mar. Finalmente en marzo de 2007 se alcanzó un nuevo acuerdo que debía permitir proseguir las investigaciones sin contar con autorización para la extracción de objetos.
Sin embargo en mayo de 2007, Odyssey Marine anunciaba la recuperación de un cargamento de un barco hundido "en un lugar indeterminado del Atlántico" y llamó a la operación "proyecto cisne negro" (en inglés Black Swan Project; véase el artículo disponible). En mayo de 2007 la embajada británica aseguraba que el hallazgo de Odyssey no tenía ninguna relación con el HMS Sussex. El Gobierno español no duda que detrás del nombre codificado el "cisne negro" se esconde el cargamento de monedas compuesto por escudos y reales de a ocho españoles y otros objetos del buque Nuestra Señora de las Mercedes hundido en una batalla contra navíos ingleses el 5 de octubre de 1804. En la actualidad el litigio por la propiedad del cargamento iniciado el 29 de mayo de 2007 en Estados Unidos está abierto. A su vez la empresa Odyssey se enfrenta a la acción de la justicia en España.
Un día después del anuncio del hallazgo de miles de monedas (que ya se encontraban en suelo de Estados Unidos) un empleado de Odyssey, Ernesto Tapanes vendió sus acciones de la compañía cuando éstas habían subido un 80,87% por lo que fue demandado por la Securities and Exchange Comission (SEC), el organismo de vigilancia de la Bolsa estadounidense. Tapanes, tripulante del Ocean Alert fue quién el "30 de marzo de 2007", "identificó y fotografió algo anormal" "en la costa de Gibraltar" que resultó ser una nave del siglo XVIII, a la que Odyssey Marine le puso el nombre codificado Black Swan. Tapanes, de nacionalidad canadiense, fue multado con 216.000 dólares.
Por otra parte el acuerdo británico por el reparto del cargamento del Sussex con Odyssey y las propias actividades de la empresa han sido fuertemente criticadas por organizaciones como el Consejo Británico de Arqueología (CBA), el Instituto de Arqueólogos del Reino Unido y Rescue calificándose como "saqueo" de naufragios por parte de empresas privadas bajo el pretexto de una supuesta investigación arqueológica. Existe también una moción que fue firmada por 60 parlamentarios británicos que condena la caza del tesoro. En septiembre de 2002, Odissey acordó con el gobierno británico una fórmula para el reparto del posible botín. Odyssey pretendía obtener el 80 por ciento si las ganancias eran de hasta 45 millones, el 50 por ciento si eran de entre 45 y 500 millones de dólares o bien el 40 por ciento si las ganancias se situaban por encima de 500 millones de dólares. El gobierno británico obtenía el resto.